# Ochropleura strigata
Ochropleura strigata är en fjärilsart som beskrevs av Hirschke 1910. Ochropleura strigata ingår i släktet Ochropleura och familjen nattflyn. Inga underarter finns listade i Catalogue of Life.